# × Graptoveria
× Graptoveria  — гибридные суккулентные растения, полученные путем скрещивания растений из родов Пятнистолепестник (Graptopetalum) и Эхеверия (Echeveria), принадлежащих семейству Толстянковые (Crassulaceae). 

## Таксономия
× Graptoveria Gossot, первое упоминание в J.Marnier-Lapostolle, Liste Pl. Grasses sauf Cact. Cèdres: 27 (1949).
Согласно данным сайта WFO Plantlist на июнь 2023 года, в стадии рассмотрения находятся следующие таксоны:
- Graptoveria calva (Gossot) G.D.Rowley
- Graptoveria haworthioides (Gossot) G.D.Rowley

### Синонимы
Гетеротипные (основанные на разных номенклатурных типах):
- × Echenesia P.V.Heath (1994)